# Rue Claude-Charles

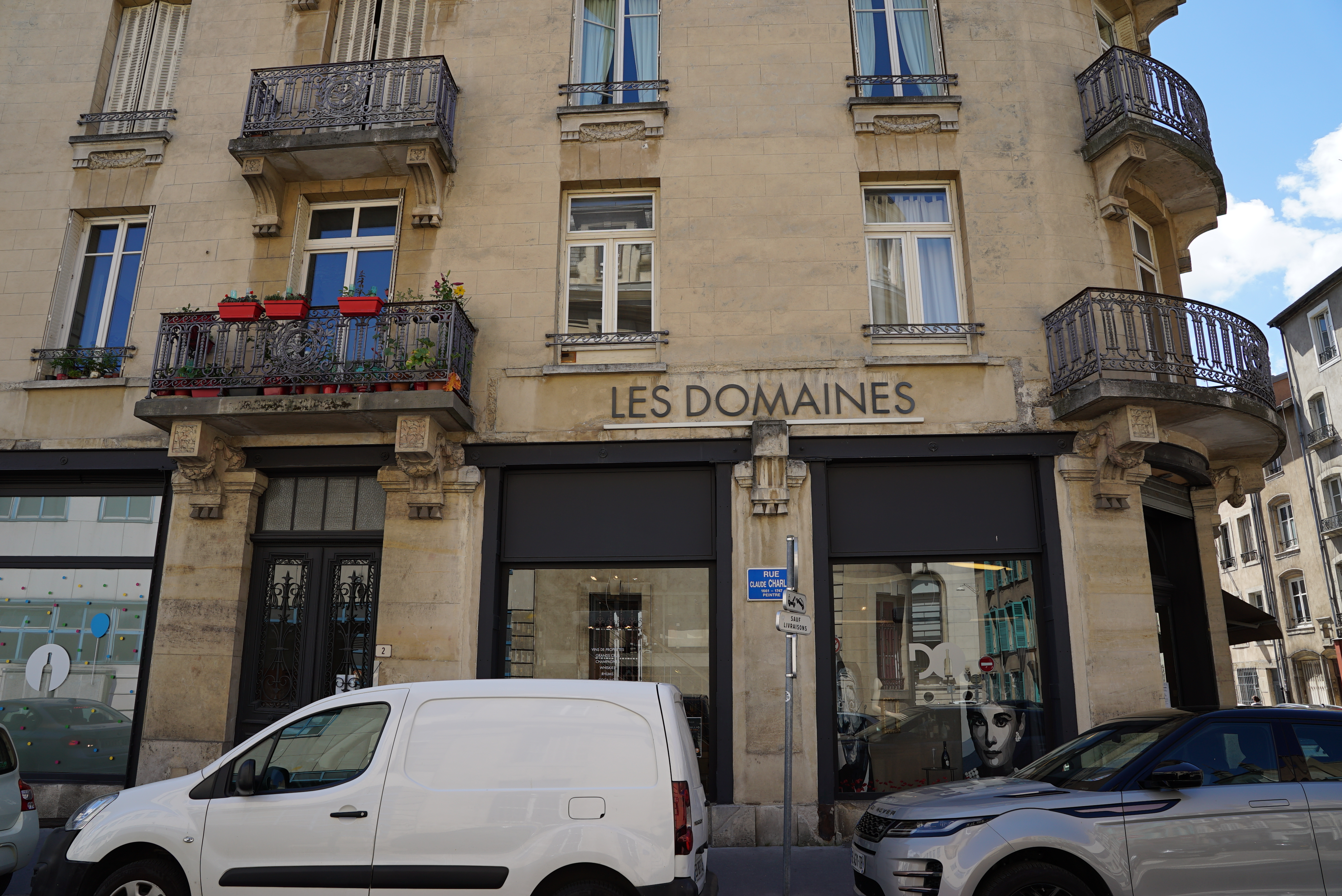
Les Domaines, rue Claude-Charles.

La rue Claude-Charles est une voie de la commune de Nancy, dans le département de Meurthe-et-Moselle, en région Lorraine.

## Situation et accès
La rue Claude-Charles est placée au sein de la Ville-neuve et appartient administrativement au quartier Charles III - Centre Ville.
La rue Claude-Charles est desservie par la ligne 1 du tramway, via la station « Cathédrale ».

## Origine du nom
Elle porte le nom du peintre et héraut d'armes nancéien Claude Charles (1661-1747).

## Historique
Cette rue est ouverte, sous sa dénomination actuelle, en 1901 dans les terrains de l'hospice Saint-Julien.